# Nephila sumptuosa
Nephila sumptuosa är en spindelart som beskrevs av Carl Eduard Adolph Gerstäcker 1873. Nephila sumptuosa ingår i släktet Nephila och familjen Nephilidae. Inga underarter finns listade i Catalogue of Life.

## Utseende
Kroppen hos honor blir i genomsnitt 34,9 mm lång medan hanar blir 4,4 mm.